# Barbara fulgens
Barbara fulgens là một loài bướm đêm thuộc họ Tortricidae. Loài này có ở đông bắc Trung Quốc (Heilongjian province) và miền đông Nga (Khabarovsk district).
Sải cánh dài 14–17 mm. Con trưởng thành bay vào tháng 3.
Ấu trùng ăn Picea koraiensis và Picea sibiricus. Đây là một loài gây hại ở Hắc Long Giang Trung Quốc.